# Nogarolet
Nogarolet (en francès Nougaroulet) és un municipi francès situat al departament del Gers i a la regió d'Occitània.

## Demografia
| 1962                                       | 1968 | 1975 | 1982 | 1990 | 1999 | 2006 |
| ------------------------------------------ | ---- | ---- | ---- | ---- | ---- | ---- |
| 320                                        | 268  | 231  | 219  | 249  | 290  |      |
| Des de 1962: població sense dobles comptes |      |      |      |      |      |      |

## Administració
| Període   | Identitat         | Partit |
| --------- | ----------------- | ------ |
| 2001-2008 | Roger Cluzet      |        |
| 2008-     | Élisabeth Labadie |        |